# Carl Christian Schmidt (Maler)

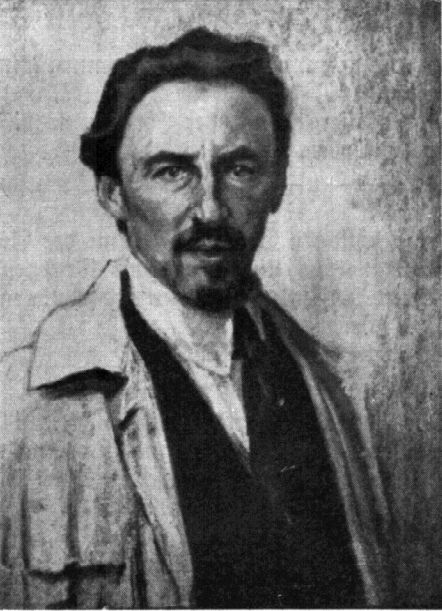
Carl Christian Schmidt
Selbstbildnis, Pastell, 1910

Carl Theodor Christian Schmidt (* 18. Dezember 1868 in Rostock; † 31. Dezember 1945 in Gollnow, Hinterpommern) war ein deutscher Maler und Grafiker.

## Leben
Carl Christian Schmidt war ein Sohn des Arbeitsmanns Fritz Theodor Christian Schmidt und dessen Frau Lisette Dorothea Wilhelmine, geb. Fahs. Er erhielt bereits als Kind Zeichenunterricht, so etwa bei dem Dekorationsmaler Albert Maatz. Mit 19 Jahren ging er nach Dresden, arbeitete als Dekorateur und studierte zudem 1888–1889 in einem privaten Atelier. Studienreisen führten ihn durch Deutschland, Österreich und die Schweiz, unterbrochen von Auftragsarbeiten. Nach einer weiteren kurzen Studienzeit in München ließ er sich 1893 in Görlitz nieder und gründete ein Atelier für Kunsthandwerk und Malerei. Er war an der Ausschmückung der Görlitzer Ruhmeshalle beteiligt und Mitbegründer und Leiter des späteren Oberlausitzer Kunstgewerbevereins. Die Jahre von 1902 bis 1905 waren wiederum Studienzeit, nun an der Dresdener Kunstakademie u. a. bei Richard Guhr.
Stettin war Schmidts nächste Station, wo er 1906 die „Kunst und Kunstgewerbeschule“ gründete – eine private Schule für Maler, Bildhauer und Grafiker. Die Räumlichkeiten seiner Schule befanden sich am Sitz der Staatlichen Baugewerkschule. 1909 wurde seine Schule von der Stadt übernommen, unter dem neuen Namen „Städtische Kunstgewerbliche Fachklasse“ weitergeführt und ab 1910 als Fachbereich den „Städtischen Handwerker- und Kunstgewerbe-Fachklassen“ angegliedert. Den Unterricht führten Schmidt und der Maler Oswald Polte (1887–1927) durch. Dieser war an der Kunstakademie in Breslau ein Schüler Hans Rossmanns gewesen. Lehrer für Schrift, Plakatkunst, Zeichnen und Malerei war Franz Schütt (1874–1960), der ebenso in Breslau sein Studium u. a. bei Arnold Busch, Eduard Kaempffer und Hans Poelzig absolviert hatte. Weitere Lehrer waren für Goldschmiedearbeiten und Ziselieren, für Weberei, Glasmalerei und Bildhauerei zuständig.
1920 beantragte der Stettiner Bürgermeister Friedrich Ackermann erstmals bei dem für die berufliche Ausbildung zuständigen Preußischen Ministerium für Handel und Handwerk, auf der Basis der vorhandenen Schule eine Lehranstalt für Handwerker- und Kunstgewerbe zu gründen. 1923 kam es zur Gründung der „Städtischen Handwerker- und Kunstgewerbeschule“. Auf Vorschlag von Hermann Muthesius wurde Gregor Rosenbauer als Direktor berufen und gleichzeitig Leiter der Architekturabteilung. Später wurde die Einrichtung auch „Werkschule für gestaltende Arbeit“ genannt. Im April 1925 wurde in einer Feierstunde in der Schule Direktor Gregor Rosenbauer, Carl Christian Schmidt und Oswald Polte der Professorentitel verliehen.
Schmidt arbeitete nach seiner Pensionierung 1932 wieder als freiberuflicher Künstler. Sein Werk umfasst Porträts, Akte, figürliche Szenen, Stadtansichten, Landschaften und Wanddekorationen, wobei er sich der verschiedensten Techniken bediente. So sind von ihm Arbeiten in Öl, als Aquarell und Pastell sowie Federzeichnungen bekannt. 1912 fertigte er eine Serie von 18 als Zinkografie ausgeführten Stadtveduten von Stettin und der Umgebung. In diesen Kompositionen verwendete er eine neue Perspektive, die die Motive aus dem Auge eines Passanten zeigten.
Carl Christian Schmidt heiratete am 17. Juli 1911 in Berlin die städtische Lehrerin Gertrud Mathilde Olga Vogt (* 1885), Tochter des Geheimen Rechnungsrats Alois Reinhold Vogt. Im Jahr 1944 zog er nach Gollnow, da die Wohnbedingungen in Stettin zunehmend schlechter wurden. Im März 1945 verlieren sich in Gollnow seine Spuren. Sein Tod wurde 1973 durch Beschluss des Amtsgerichts München auf den 31. Dezember 1945 festgestellt.